# Turhan Tayan
Turhan Tayan, né le 19 octobre 1943 à Bursa, est un homme politique et avocat turc.
Il est diplômé de la faculté de droit de l'Université d'Istanbul. Il travaille comme avocat et journaliste à Bursa. Membre du parti de la justice (AP), il est président de la fédération de Bursa de la jeunesse d'AP, en 1978 il est élu président de la fédération de Bursa du parti de la justice et il continue ce fonction jusqu'au coup d'État de 1980. Entre 1988 et 1991, il est le président de la fédération de Bursa du parti de la juste voie (DYP). Il devient par la suite député de Bursa (de 1991 à 2002 et de 2011 à 2015), vice président du groupe DYP à la Grande Assemblée nationale de Turquie (de 1991 à 1995), ministre de l'Éducation nationale (de 1995 à 1996), ministre de la Défense nationale (de 1996 à 1997) et président de la commission des affaires constitutionnelles de la Grande Assemblée nationale (de 2000 à 2002).
Il quitte le DYP en 1999 et rejoint le Parti de la mère patrie (ANAP), il quitte l'ANAP en 2002 et rejoint le DYP. Il rejoint le Parti républicain du peuple (CHP) en 2011.